# Huertas de Cuautla
Huertas de Cuautla es una localidad del estado mexicano de Morelos. Es parte del municipio de Ayala.

## Toponimia
El nombre «Cuautla» proviene de los términos en náhuatl: cuauhtli, águila; tlan, lugar de abundancia. Su significado es «Lugar donde abundan las águilas».

## Demografía
| Gráfica de evolución demográfica |
|                                  |

| Censo | Población |
| ----- | --------- |
| 1980  | 143       |
| 1990  | 51        |
| 2000  | 76        |
| 2010  | 884       |
| 2020  | 1292      |